# Gaddi, Gangawati
Gaddi là một làng thuộc tehsil Gangawati, huyện Koppal, bang Karnataka, Ấn Độ.